# 鱼香

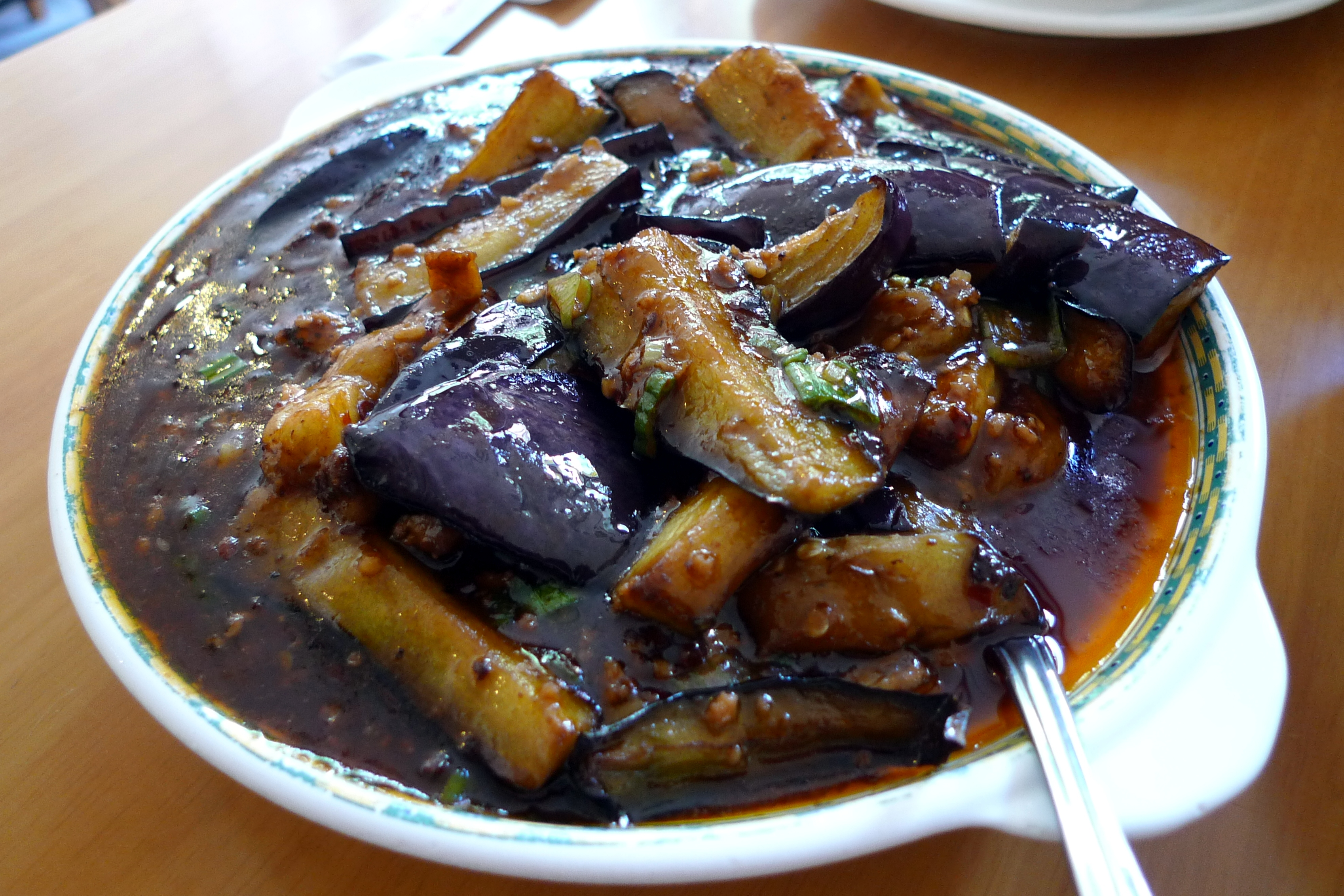
一盘鱼香茄子

鱼香是一种用于中餐的混合调料，是四川菜裏很著名的味型，其代表菜式是「魚香茄子」。鱼香起源自川菜，但在中餐的其他菜系中也极为普遍。名为“鱼香”，是因為其味道主要來自四川一種以鮮魚及辣椒共同醃漬，名為「魚辣子」的特製泡椒，魚肉香味於無形中散發，因此得名。制作鱼香菜式通常会使用到糖、醋、豆瓣酱、酱油和泡椒。
著名鱼香菜式有鱼香肉丝、鱼香茄子。

## 制作鱼香
制作鱼香需要准备切碎的泡椒（魚辣子）、白葱、生姜和大蒜。人们大多等量混合这些原料，但也有人喜欢多放泡椒少放薑蒜。然后，炒制食材直到飘出香气。然后，可以加入水、淀粉、糖、醋等做出基本的酱料。
由於魚辣子並沒有流傳到四川以外地區，當魚香流傳到香港，不少香港人以為製作魚香真的要加入魚肉，也有不少香港廚師製作魚香菜式都會加入切碎的鹹魚模仿正宗四川魚香菜式的醃漬味道，港式魚香雖然與四川魚香相比不夠正宗，不過鹹魚產生的鹹香卻很適合作為下飯菜。